# Lonicera prostrata
Lonicera prostrata är en kaprifolväxtart som beskrevs av Alfred Rehder. Lonicera prostrata ingår i släktet tryar, och familjen kaprifolväxter. Inga underarter finns listade i Catalogue of Life.